# Selenocephalus harterti
Selenocephalus harterti är en insektsart som beskrevs av Bergevin 1926. Selenocephalus harterti ingår i släktet Selenocephalus och familjen dvärgstritar. Inga underarter finns listade i Catalogue of Life.